# Ian Wilkinson
Pour les articles homonymes, voir Wilkinson.
Ian Wilkinson, né le 14 avril 1979 à Bristol, est un coureur cycliste britannique. Il est également spécialiste du VTT et du cyclo-cross.

## Palmarès en VTT
- 2000
  -  Champion de Grande-Bretagne de cross-country espoirs
- 2008
  -  Champion de Grande-Bretagne de cross-country marathon

## Palmarès sur route

### Par années
- 2002
  - Nocturne de Bar-sur-Aube
- 2003
  - 2e de l'Eddie Soens Memorial
- 2005
  - 3e de l'Otley Grand Prix
- 2006
  - 3e du Colne Grand Prix
  - 3e de l'Otley Grand Prix
- 2009
  - East Midlands International Cicle Classic
  - 2e étape de la FBD Insurance Rás
  - 2e du Lincoln Grand Prix
  - 2e du Colne Grand Prix
  - 2e de l'Otley Grand Prix
  - 2e du Ryedale Grand Prix
- 2010
  - Otley Grand Prix
  - 2e du Colne Grand Prix
- 2011
  - 1re étape du Tour de République tchèque (contre-la-montre par équipes)
- 2012
  - 3e étape du Tour de Normandie
  - 2e de la Beverbeek Classic
  - 3e du Baltic Chain Tour
- 2013
  - East Midlands International Cicle Classic
  - 2e du Jock Wadley Memorial
- 2014
  - Eddie Soens Memorial
- 2015
  - 3e de l'Eddie Soens Memorial
- 2016
  - 2e de l'Eddie Soens Memorial

### Classements mondiaux
| Année           | 2007 | 2008 | 2009 | 2010 | 2011 | 2012 | 2013 | 2014 |
| --------------- | ---- | ---- | ---- | ---- | ---- | ---- | ---- | ---- |
| UCI Asia Tour   |      |      |      |      | 76e  |      |      |      |
| UCI Europe Tour | 522e | nc   | 212e | nc   | 816e | 215e | 296e | 941e |